# 維普奇納
47°54′7″N 25°2′5″E / 47.90194°N 25.03472°E
維普奇納（烏克蘭語：Випчина）是位於烏克蘭西南部的村莊，由切爾諾夫策州維日尼察區的普蒂拉市镇負責管轄。該村處於洛普什納河畔，海拔高度1,144米，2021年該村落人口13。